# Nymphon spiniventris
Nymphon spiniventris is een zeespin uit de familie Nymphonidae. De soort behoort tot het geslacht Nymphon. Nymphon spiniventris werd in 1953 voor het eerst wetenschappelijk beschreven door Stock. 